# Karafuto
Tỉnh Karafuto (樺太庁 (Hoa Thái thính) Karafuto-chō), thường gọi là Nam Sakhalin, là một đơn vị hành chính của Đế quốc Nhật Bản trên phần lãnh thổ của đế quốc trên đảo Sakhalin từ năm 1905 đến năm 1945. Với Hòa ước Portsmouth, phần phía nam đảo Sakhalin dưới 50°B trở thành thuộc địa của Nhật Bản vào năm 1905. Năm 1907, tỉnh Karafuto được thành lập, thủ phủ nằm ở Ōtomari (大泊, nay là Korsakov) năm 1905 và sau đó là Toyohara (豊原, nay là Yuzhno-Sakhalinsk) vào năm 1907. Năm 1945, với việc Nhật Bản đầu hàng trong Thế chiến II, chính quyền Nhật Bản tại Karafuto không còn hoạt động, và từ năm 1951, phần phía nam của Sakhalin trở thành một phần của Liên Xô (sau năm 1991 là Liên bang Nga).

## Tên gọi
Tên Tiếng Nhật Karafuto (樺太 (Hoa Thái)) xuất phát từ tiếng Ainu Kamuy Kar Put Ya Mosir (カムイ・カラ・プト・ヤ・モシリ), có nghĩa là "hòn đảo một vị thần được tạo ra ở cửa sông (của sông Amur)". Nó trước đây được gội là Kita Ezo (北蝦夷 (Bắc Hà Di)), nghĩa là Bắc Ezo (Ezo là tên trước đây của Hokkaidō). Khi Nhật Bản quản lý lãnh thổ, Karafuto thường chỉ có nghĩa là Nam Sakhalin. Để thuận tiện, phần phía bắc của đảo đôi khi được gọi là Sagaren (薩哈嗹 (Tát Cáp Liến)).
Trong Tiếng Nga, tòn bộ hòn đảo có tên là Sakhalin (Сахалин) hay Saghalien. Ttên này có nguồn gốc từ tiếng Mãn Sahaliyan Ula Angga Hada, nghĩa là "đỉnh của cửa sông Amur". Phần phía nam được gọi đơn giản là Yuzhny Sakhalin (Южный Сахалин, "Nam Sakhalin").
Trong Tiếng Triều Tiên, tên gọi là Sahallin (사할린) hay Hwataedo (화태도, 樺太島), tên sau được dùng trong thời kỳ Triều Tiên thuộc Nhật.

## Lịch sử
Người Nhật đã định cư trên đảo Sakhalin ít nhất là từ thời kỳ Edo. Ōtomari được thành lập vào năm 1679, và người vẽ bản đồ của phiên Matsumae đã thể hiện hòn đảo trên bản đồ, đặt tên cho nó là "Kita-Ezo". Người vẽ bản đồ và thám hiểm người Nhật Mamiya Rinzō đã xác nhận việc Sakhalin là một hòn đảo trong chuyến đi của ông về nơi mà nay được đặt tên là eo biển Mamiya (eo biển Tartary) năm 1809. Nhật Bản đơn phương tuyên bố chủ quyền đối với toàn bộ hòn đảo vào năm 1845, song đã bị đế quốc Nga phớt lờ.
Năm 1855, hiệp ước Shimoda thừa nhận rằng cả Nga và Nhật Bản đều có quyền chiếm giữ Sakhalin, không cần vạch ra một biên giới xác định. Khi hòn đảo được định cư vào thập niên 1860 và 1870, sự nhập nhằng này đã làm gia tăng xích mích giữa những người định cư của hai nước. Những nỗ lực của Mạc phủ Tokugawa nhằm mua lại toàn bộ hòn đảo từ đế quốc Nga đã thất bại, và chính quyền Minh Trị sau đó đã không thể thương lượng về việc phân chia đảo thành các vùng lãnh thổ riêng biệt.
Trong Hiệp ước Sankt Peterburg (1875), Nhật Bản đã đồng ý từ bỏ các yêu sách của mình ở Sakhalin để đổi lấy chủ quyền không tranh chấp đối với quần đảo Kuril.
Sakhalin bị Nhật Bản xâm lược trong giai đoạn cuối của chiến tranh Nga-Nhật vào năm 1904–1905, nhưng với hiệp ước Portsmouth năm 1905, Nhật Bản đã được phép giữ lại phần phía nam của đảo bên dưới 50° vĩ Bắc. Nga chiếm giữ phần phía bắc, mặc dù Nhật Bản được trao quyền thương mại thuận lợi, bao gồm cả quyền đánh cá và khai thác khoáng sản ở phía bắc.
Năm 1907, tỉnh Karafuto được chính thức thành lập, với thủ phủ đặt tại Ōtomari. Năm 1908, thủ phủ chuyển về Toyohara.
Sau Sự kiện Nikolaevsk năm 1920, Nhật Bản đã nắm giữ phần phía bắc của Sakhalin và chiếm đóng cho đến khi chính thức thiết lập quan hệ ngoại giao với Liên Xô vào năm 1925; tuy nhiên, Nhật Bản tiếp tục được nhượng quyền khai thác dầu khí và than đá ở miền bắc Sakhalin cho đến năm 1944.
Năm 1920, Karafuto chính thức trở thành "ngoại địa" của Nhật Bản, trách nhiệm quản lý và phát triển của tỉnh nằm dưới sự bảo trợ của Thác vụ tỉnh, phụ trách các vấn đề thuộc địa. Năm 1942, địa vị của Karafuto được nâng lên thành "nội địa" (内地 naichi), khiến nó trở thành một lãnh thổ đầy đủ của Đế quốc Nhật Bản.

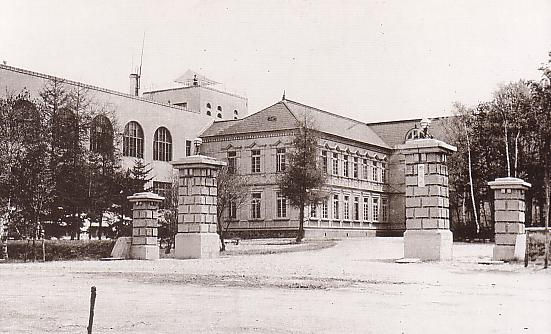
Văn phòng tỉnh Karafuto.

### Liên Xô xâm lược
Tháng 8 năm 1945, sau khi từ bỏ Hiệp ước trung lập Xô-Nhật, Liên Xô xâm lược Karafuto. Hồng quân Liên Xô tấn công miền nam Karafuto bắt đầu từ ngày 11 tháng 8 năm 1945, một vài ngày trước khi Nhật Bản đầu hàng. Quân đoàn súng trường Xô viết số 56, thuộc quân 16, bao gồm Sư đoàn súng trường số 79, Lữ đoàn súng trường số 2, Lữ đoàn súng trường số 5 và Lữ đoàn thiết giáp số 214, đã tấn công Sư đoàn bộ binh số 88 của Nhật Bản. Mặc dù Hồng quân Liên Xô vượt trội so với quân Nhật theo tỉ lệ 3:1, họ đã chỉ có thể tiến chậm do sự kháng cự mạnh mẽ của người Nhật. Đến khi lữ đoàn súng trước số 113 và tiểu đoàn súng trường thủy quân lục chiến độc lập số 365 từ Sovetskaya Gavan đổ bộ lên Tōro, một làng ven biển phía tây Karafuto vào ngày 16 tháng 8 thì quân Xô Viết mới bẻ gãy được tuyến phòng thủ của người Nhật. Sự kháng cự của Nhật Bản yếu đi sau cuộc đổ bộ này. Chiến đấu trên thực địa tiếp tục diễn ra cho đến ngày 21 tháng 8. Từ ngày 22 đến 23 tháng 8, hầu hết các đơn vị quân đội Nhật Bản còn lại đã chấp nhận ngừng bắn. Liên Xô hoàn thành chinh phục Karafuto vào ngày 25 tháng 8 năm 1945 với việc chiếm đóng thủ phủ Toyohara.

### Di tản và phương diện pháp lý

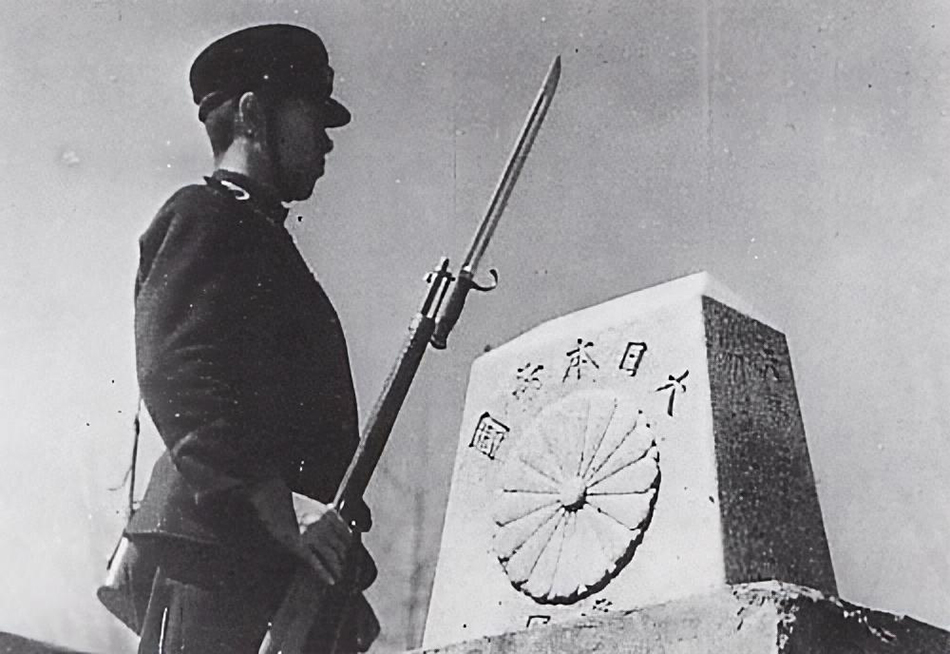
Biên giới giữa Karafuto và Sakhalin thuộc Liên Xô.

Có trên 400.000 người sống tại Karafuto khi cuộc tấn công của Liên Xô bắt đầu vào đầu tháng 8 năm 1945. Hầu hết là người Nhật Bản hoặc gốc Triều Tiên, và một cộng đồng nhỏ Bạch vệ cũng như một số người Ainu bản địa. Vào thời gian ngừng bắn, đã có xấp xỉ 100.000 dân thường đã thoát đến Hokkaidō. Chính quyền quân sự do quân đội Liên Xô thành lập ngăn cấm báo chí địa phương, tịch thu ô tô và đài và áp đặt lệnh giới nghiêm. Những người quản lý và quan chức địa phương đã hỗ trợ chính quyền Nga trong quá trình tái thiết, một số người thì bị trục xuất đến các trại lao động cưỡng bức ở phía bắc Sakhalin hay Siberia. Trong các trường học, các khóa học về chủ nghĩa Marx-Lenin được đưa vào chương trình giảng dạy, và trẻ em người Nhật bắt buộc phải học theo chương trình của Liên Xô.
Karafuto từng bước mất đi bản sắc Nhật Bản. Tỉnh Nam Sakhalin được thành lập vào tháng 2 năm 1946, và đến tháng 3 tất cả các thị trấn, làng mạc và đường phố bị đổi sang tên tiếng Nga. Lãnh thổ ngày càng có thêm nhiều người đến từ lục địa Nga, và người Nhật bị buộc phải chia sẻ về nhà ở. Tháng 10 năm 1946, Liên Xô bắt đầu trục xuất tất cả người Nhật còn lại. Đến năm 1950 hầu hết đã hồi hương, cho dù sẵn sàng hay không, đến Hokkaidō, mặc dù họ phải bỏ lại tài sản của mình ở phía sau, bao gồm cả tiến bạc, do đó họ hồi hương trong hoàn cảnh vô gia cư và không một xu dính túi.
Không có hiệp định hòa bình cuối cùng giữa Nga và Nhật Bản, và tình trạng của quần đảo Kuril lân cận vẫn còn đang tranh chấp. Nhật Bản từ bỏ các chủ quyền đối với Nam Sakhalin theo Hiệp ước San Francisco (1952), nhưng cũng không chính thức thừa nhận chủ quyền của Nga đối với nó. Tuy nhiên, không giống như quần đảo Kuril, khu vực này không phải là vùng tranh chấp giữa hai nước.

## Kinh tế

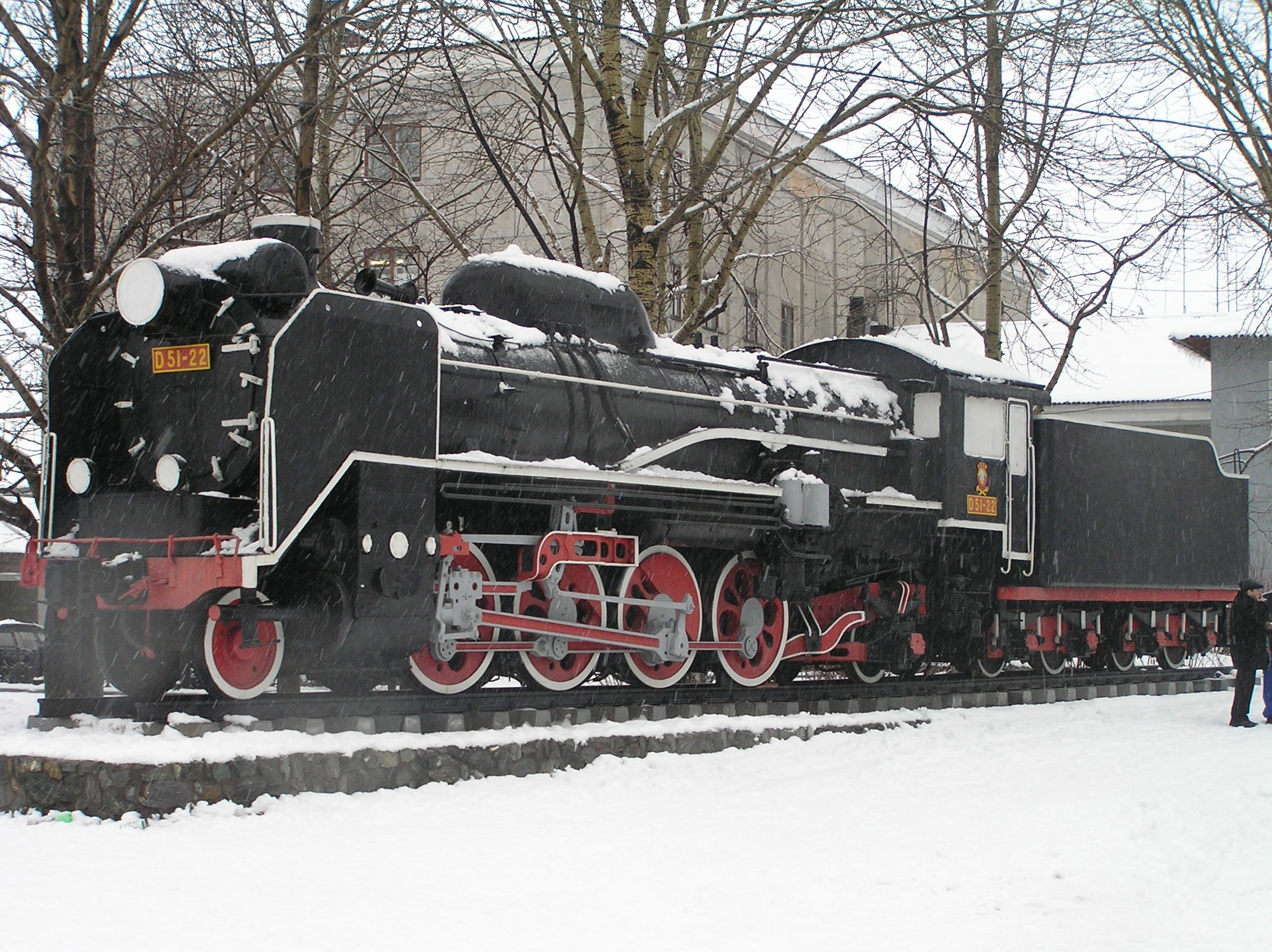
Đầu máy hơi nước D51 của Nhật Bản nằm bên ngoài ga xe lửa Yuzhno-Sakhalinsk hiện nay tại Sakhalin, Nga. Chúng được Đường sắt Xô viết sử dụng cho đến năm 1979.

Nền kinh tế thời tiền chiến của Karafuto dựa vào ngư nghiệp, lâm nghiệp và nông nghiệp, cùng với khai thác than đá và dầu khí. Trong lĩnh vực công nghiệp, công nghiệp giấy và ngành công nghiệp sản xuất than đá phát triển tốt. Karafuto bị thiếu hụt lao động trong phần lớn lịch sử tồn tại của nó, và các ưu đãi thuế đã được đưa ra nhằm khuyến khích nhập cư. Trong Thế chiến II, một số lượng lớn người Triều Tiên cũng bị ép buộc tái định cư đến Karafuto.
Một mạng lưới đường sắt rộng lớn đã được xây dựng tại Karafuto để hỗ trợ cho việc khai thác các tài nguyên thiên nhiên. Cục đường sắt Karafuto (樺太鉄道局 (Hoa Thái thiết đạo cục) Karafuto Tetsudōkyoku) bảo dưỡng 682,6 km đường ray của 4 tuyến đường sắt chính, cộng thêm 58,2 km khác.

## Chính quyền
Karafuto trực thuộc chính quyền trung ương ở Tokyo với vị thế Cơ quan Karafuto (樺太庁 (Hoa Thái thính) Karafuto-cho) thuộc Cục thuộc địa (拓務局 (thác vụ cục) Takumukyoku) của Nội vụ tỉnh. Thác vụ cục trở thành thác vụ tỉnh (拓務省 Takumushō) vào năm 1923 và Karafuto chính thức trở thành một "ngoại địa" của Đế quốc Nhật Bản. Khi Bộ Thuộc địa được hợp nhất vào Đại Đông Á tỉnh vào năm 1942, chính quyền Karafuto được tách ra, và Karafuto trở thành một phần của "nội địa" Nhật Bản.

### Trưởng quan Karafuto

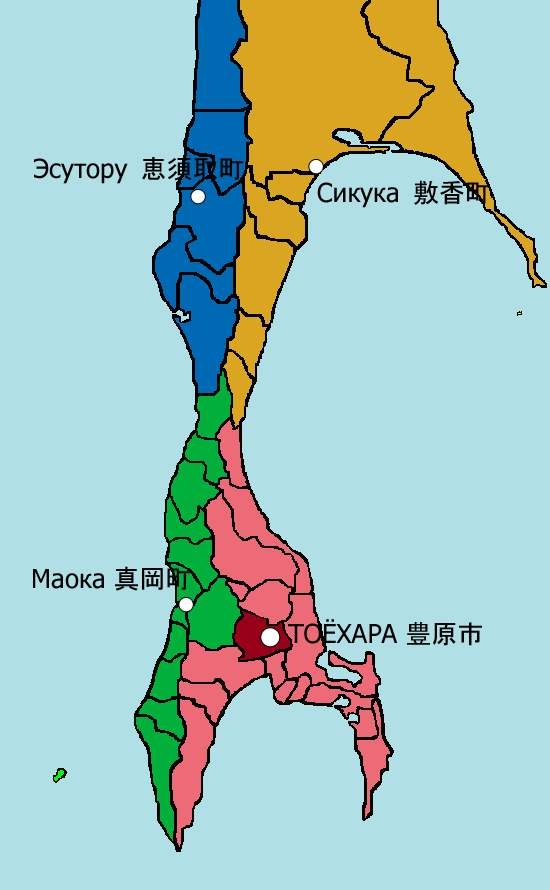
Karafuto gồm 4 phó tỉnh (chi sảnh), tên là Toyohara, Maoka, Esutoru và Shikuka.thành phố Toyohara là một phần của phó tỉnh Toyohara

| Tên                       | Từ                   | Đến                  |
| ------------------------- | -------------------- | -------------------- |
| Kiichirō Kumagai          | 28 tháng 7 năm 1905  | 31 tháng 3 năm 1907  |
| Yukihiko Kusunose         | 1 tháng 4 năm 1907   | 24 tháng 4 năm 1908  |
| Takejirō Tokonami         | 24 tháng 4 năm 1908  | 12 tháng 6 năm 1908  |
| Sadatarō Hiraoka          | 12 tháng 6 năm 1908  | 5 tháng 6 năm 1914   |
| Bunji Okada               | 5 tháng 6 năm 1914   | 9 tháng 10 năm 1916  |
| Akira Masaya              | 13 tháng 10 năm 1916 | 17 tháng 4 năm 1919  |
| Kinjirō Nagai             | 17 tháng 4 năm 1919  | 11 tháng 6 năm 1924  |
| Akira Masaya (nhiệm kỳ 2) | 11 tháng 6 năm 1924  | 5 tháng 8 năm 1926   |
| Katsuzō Toyota            | 5 tháng 8 năm 1926   | 27 tháng 7 năm 1927  |
| Kōji Kita                 | 27 tháng 7 năm 1927  | 9 tháng 7 năm 1929   |
| Shinobu Agata             | 9 tháng 7 năm 1929   | 17 tháng 12 năm 1931 |
| Masao Kishimoto           | 17 tháng 12 năm 1931 | 5 tháng 7 năm 1932   |
| Takeshi Imamura           | 5 tháng 7 năm 1932   | 7 tháng 5 năm 1938   |
| Munei Toshikazu           | 7 tháng 5 năm 1938   | 9 tháng 4 năm 1940   |
| Masayoshi Ogawa           | 9 tháng 4 năm 1940   | 1 tháng 7 năm 1943   |
| Toshio Ōtsu               | 1 tháng 7 năm 1943   | 11 tháng 11 năm 1947 |

## Thành phố chính
Đến năm 1945, Karafuto được phân thành 4 phó tỉnh, và được chia tiếp thành 11 quận, và chia tiếp thành 41 hạt (một thành phố, 13 thị trấn, và 27 làng)
Thành phố lớn nhất Karafuto là Toyohara. Các đô thị lớn khác là Esutoru ở bắc-trung và Maoka ở nam-trung.